# Гелинек
Гелине́к (перс. گلینک‎) — село на севере Ирана, в остане Альборз. Входит в состав шахрестана Талекан. Является частью дехестана (сельского округа) Миан-Талекан бахша Меркези.

## География
Село находится в северо-западной части Альборза, в горной местности южного Эльбурса, в долине реки Шахруд, на расстоянии приблизительно 35 километров к северо-северо-западу (NNW) от Кереджа, административного центра провинции. Абсолютная высота — 1788 метров над уровнем моря.

## Население
По данным переписи 2006 года население села составляло 927 человек (469 мужчин и 458 женщин). В Гелинеке насчитывалось 283 семьи. Уровень грамотности населения составлял 89,43 %. Уровень грамотности среди мужчин составлял 91,68 %, среди женщин — 87,12 %.